# Silurus triostegus
Silurus triostegus is een straalvinnige vissensoort uit de familie van de echte meervallen (Siluridae). De wetenschappelijke naam van de soort is voor het eerst geldig gepubliceerd in 1843 door Johann Jakob Heckel.
S. triostegus werd in 1836 verzameld in de Tigris bij Mosoel (Syrië) tijdens een wetenschappelijke reis van de geoloog Joseph Russegger.